# 阿刀神社
阿刀神社（あとじんじゃ）は、京都府京都市右京区嵯峨広沢南野町にある神社。式内社で、旧社格は村社。

## 祭神
明治16年（1883年）の『神社明細帳』では、祭神を天照皇大神とする。一方『神祇志料』では、阿刀宿禰祖の昧饒田命（味饒田命）を祭神とする。
社名「アト」の由来を「アツ」すなわち「ヤツ（谷）」からの転訛として、祭神を水神（= 農業神）とする説もある。

## 歴史

### 概史

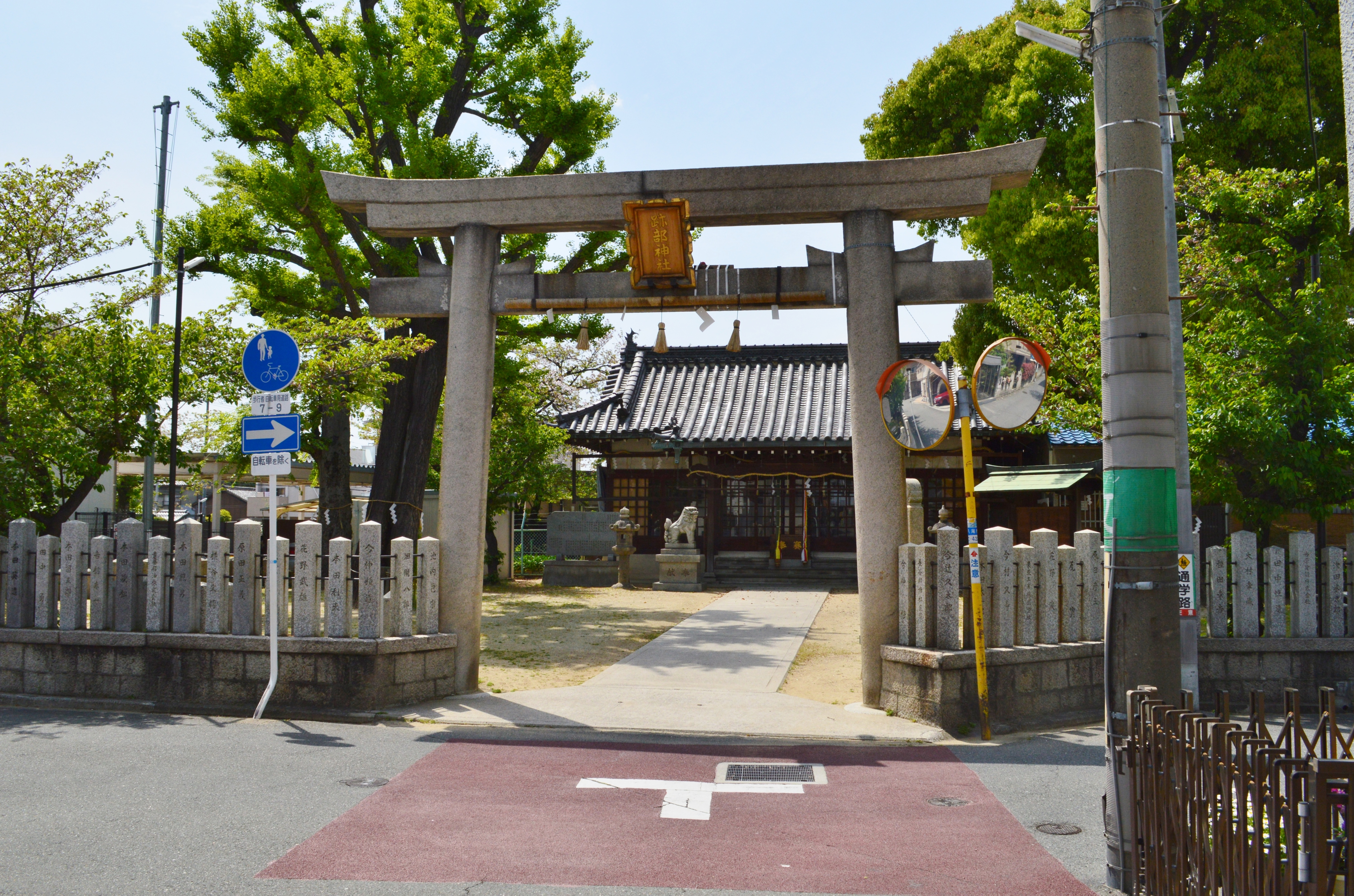
跡部神社（大阪府八尾市）

社名「阿刀」に見えるように、当社は古代氏族阿刀氏（あとうじ）の氏神社とされる。この阿刀氏に関して、『新撰姓氏録』（815年）で山城国に「阿刀宿禰」「阿刀連」の記載があり、それぞれ石上朝臣（物部氏）の支族で、饒速日命の孫の味饒田命の後裔であるとしている。阿刀氏の元々の本拠地は河内国渋川郡跡部（現在の大阪府八尾市の跡部神社周辺）であったが、平安京遷都に伴う移住によって、祖神を当地に遷したとされる。
国史では、貞観8年（866年）に阿刀神を指すと見られる「降居神」に従五位下の神階が叙せられている。また、『日本後紀』には「大和国の石上神宮の器仗を山城国葛野郡に移す」とあるが、その地は阿刀神社北西（嵯峨新宮町）に明治まで存在した小祠「新宮の社」であったと伝える（非現存）。
延長5年（927年）成立の『延喜式』神名帳では、山城国葛野郡に「阿刀神社」と記載されて式内社に列している。
明治10年（1877年）3月に近代社格制度おいて村社に列した。現在は小祠のみを残している。

### 神階
- 貞観8年（866年）閏3月7日、正六位上から従五位下 （『日本三代実録』） - 表記は「降居神」。写本に「阿刀」の傍書があり、当社を指すとされる[1]。